# Ultimate Spinach (album)
Ultimate Spinach je eponymní debutové studiové album americké rockové skupiny Ultimate Spinach, vydané v roce 1967 u MGM Records.

## Seznam skladeb
1. "Ego Trip" – 3:13
2. "Sacrifice Of The Moon" – 3:45
3. "Plastic Raincoats/Hung Up Minds" – 2:56
4. "(Ballad Of) The Hip Death Goddess" – 8:14
5. "Your Head Is Reeling" – 3:36
6. "Dove In Hawk's Clothing" – 3:54
7. "Baroque #1" – 4:48
8. "Funny Freak Parade" – 2:35
9. "Pamela" – 3:08

## Sestava
- Ian Bruce-Douglas – zpěv
- Barbara Hudson – zpěv, kazoo, kytara
- Keith Lahteinen – bicí, perkuse, zpěv
- Richard Nese – baskytara
- Geoffrey Withrop – zpěv, sitár, kytara